# 中华人民共和国交通部
中华人民共和国交通部，简称交通部，是中华人民共和国国务院已撤销的主管全国公路交通、水运交通的组成部门。
2008年3月15日，十一届全国人大一次会议决定撤销交通部。将交通部、民航总局的职责以及建设部的指导城市客运职责整合，组建中华人民共和国交通运输部。

## 沿革

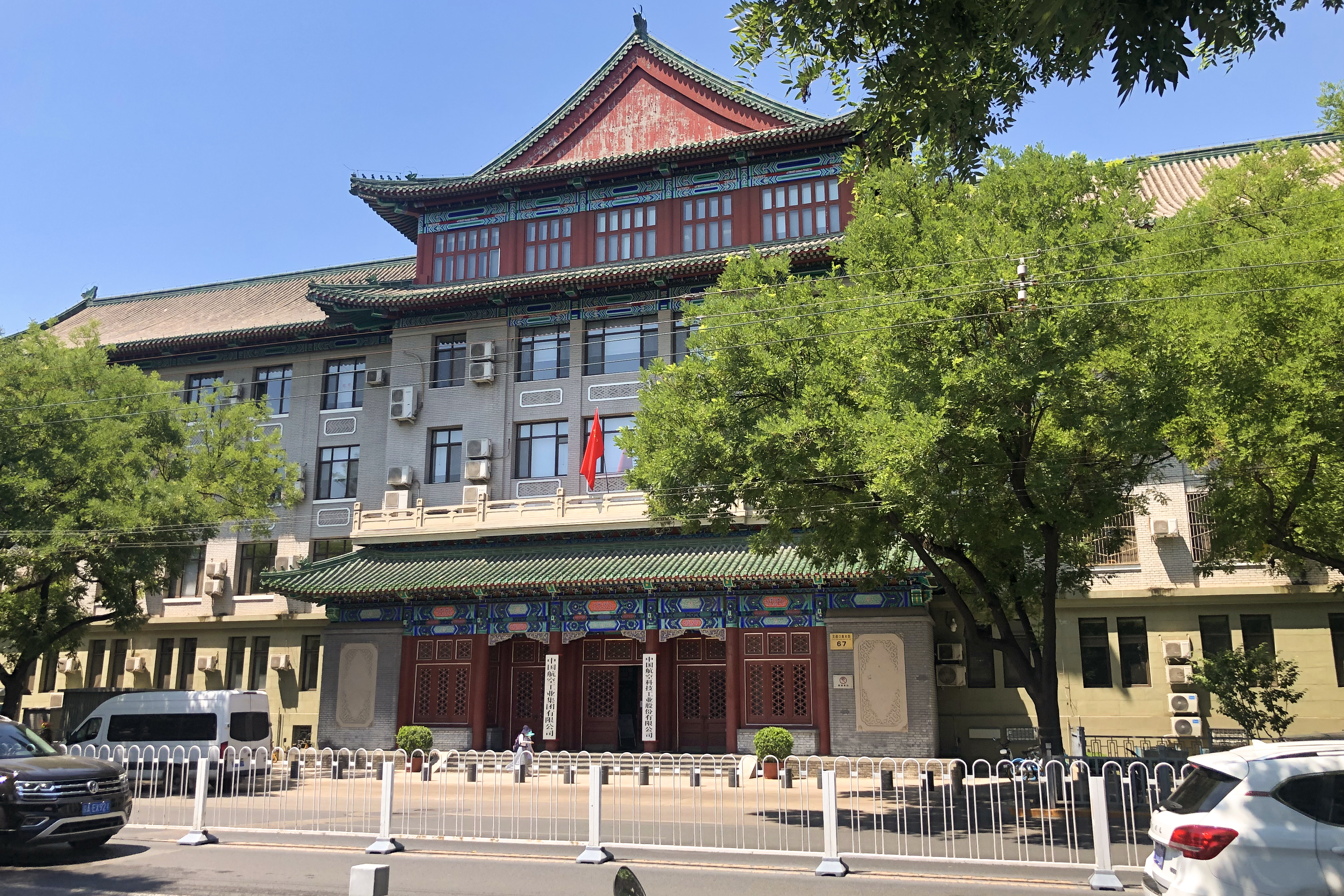
位于北兵马司的交通部旧址，1972年成为三机部驻地

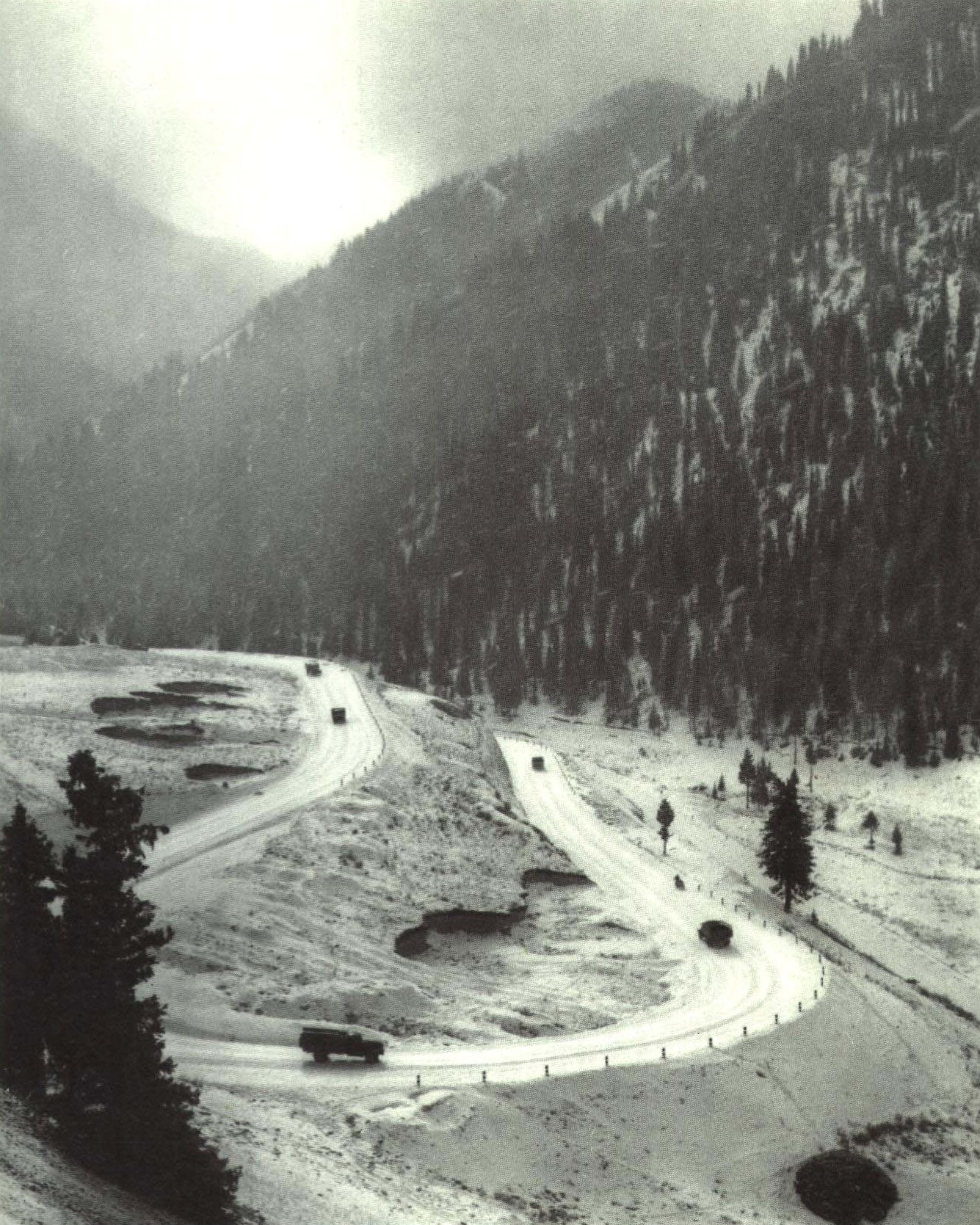
1965年新疆天山公路

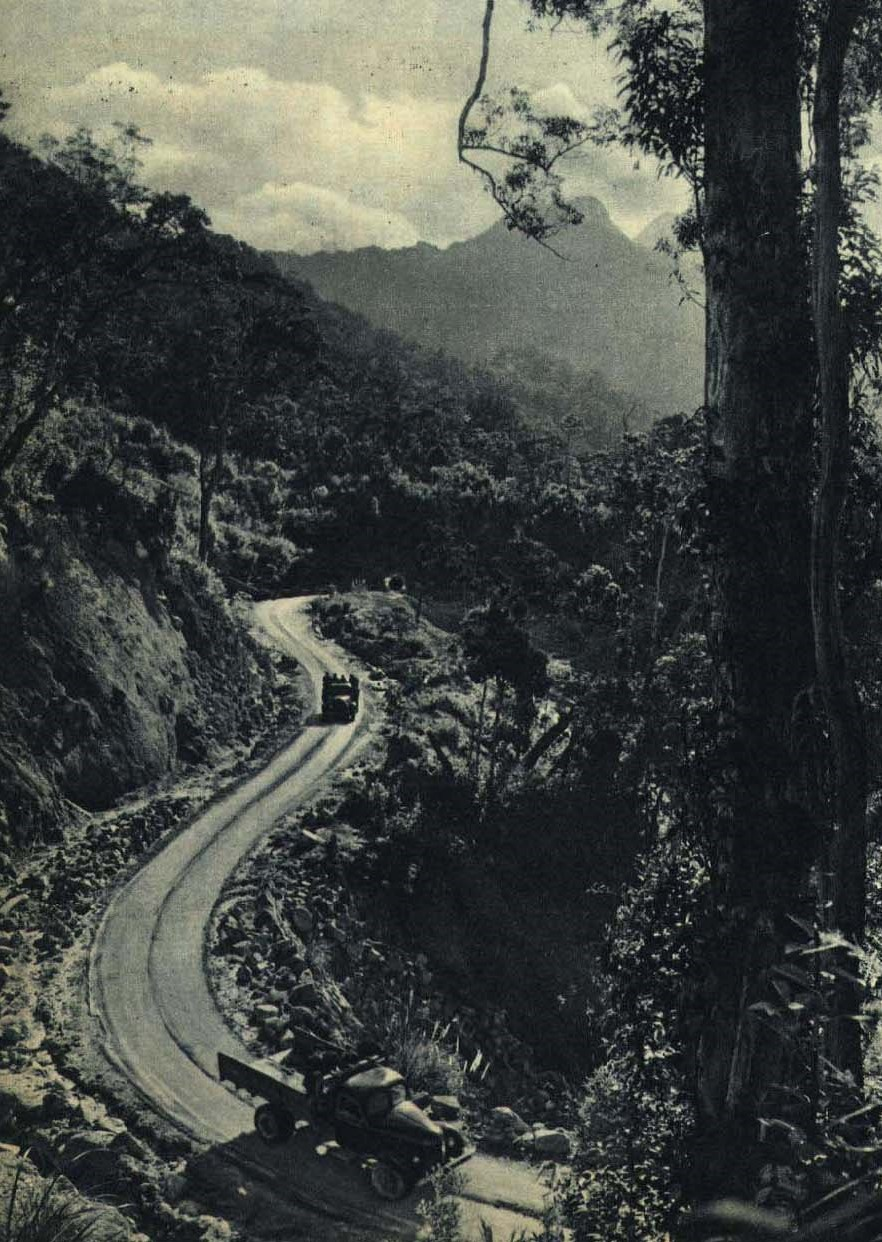
1962年海南岛尖峰岭公路

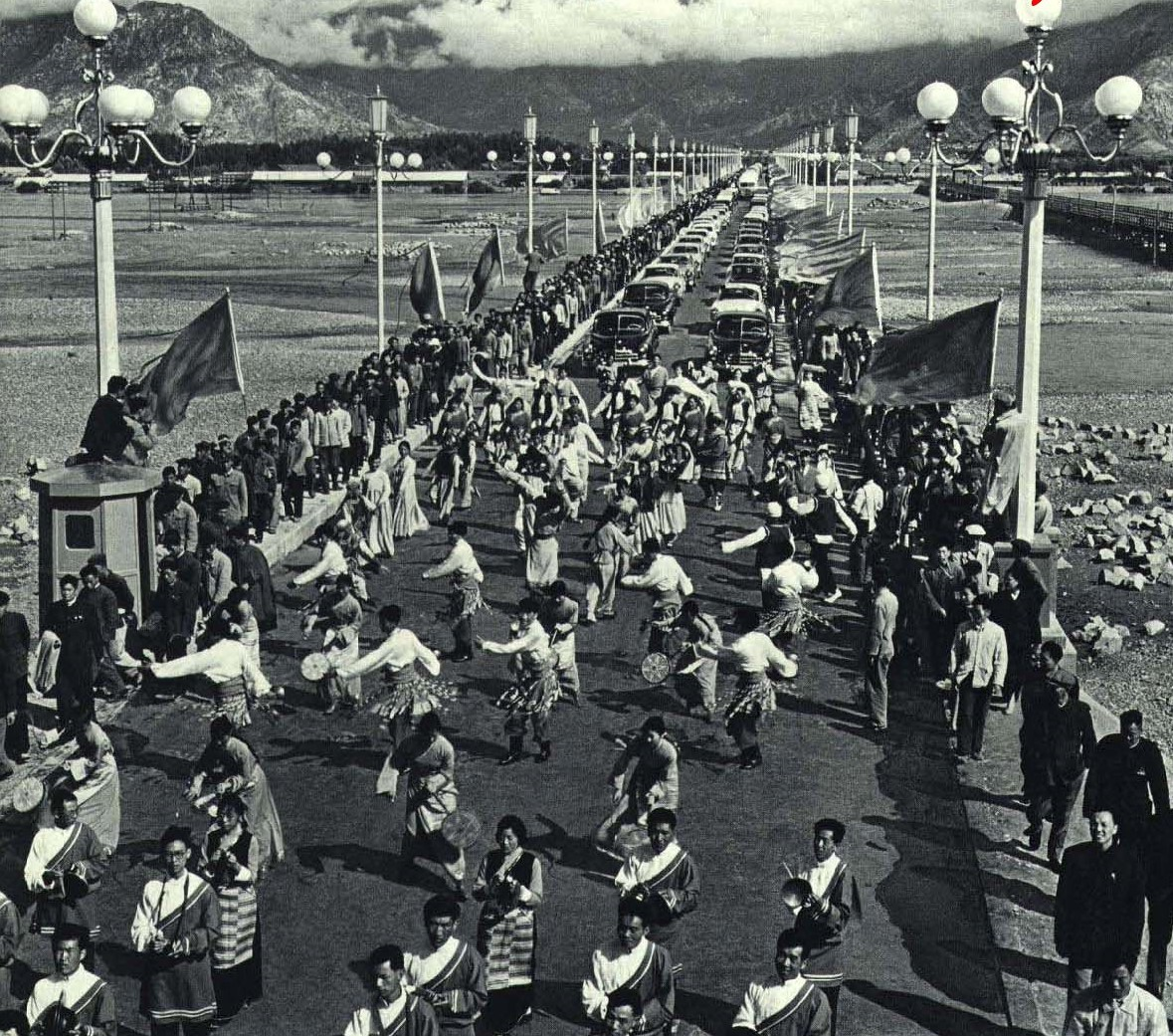
1965年拉萨大桥通车

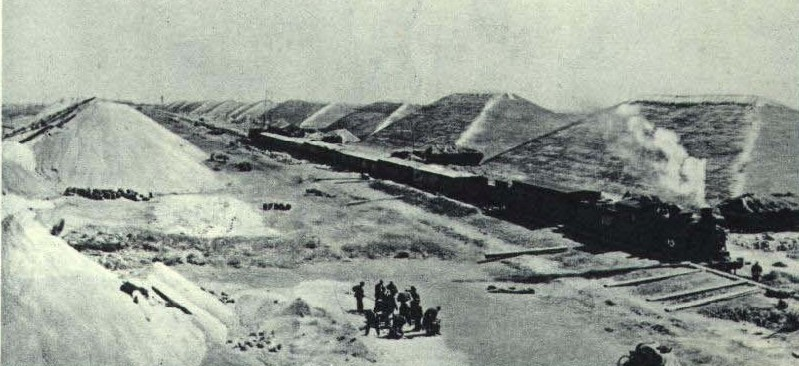
1963年南堡铁路

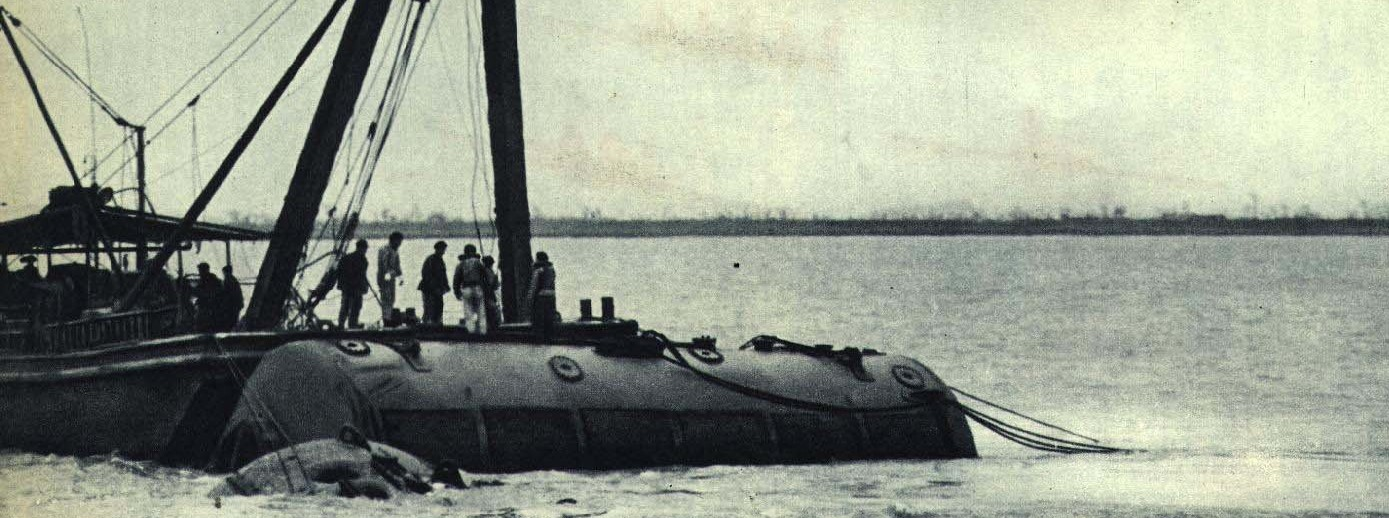
1962年罗家桥打捞沉船

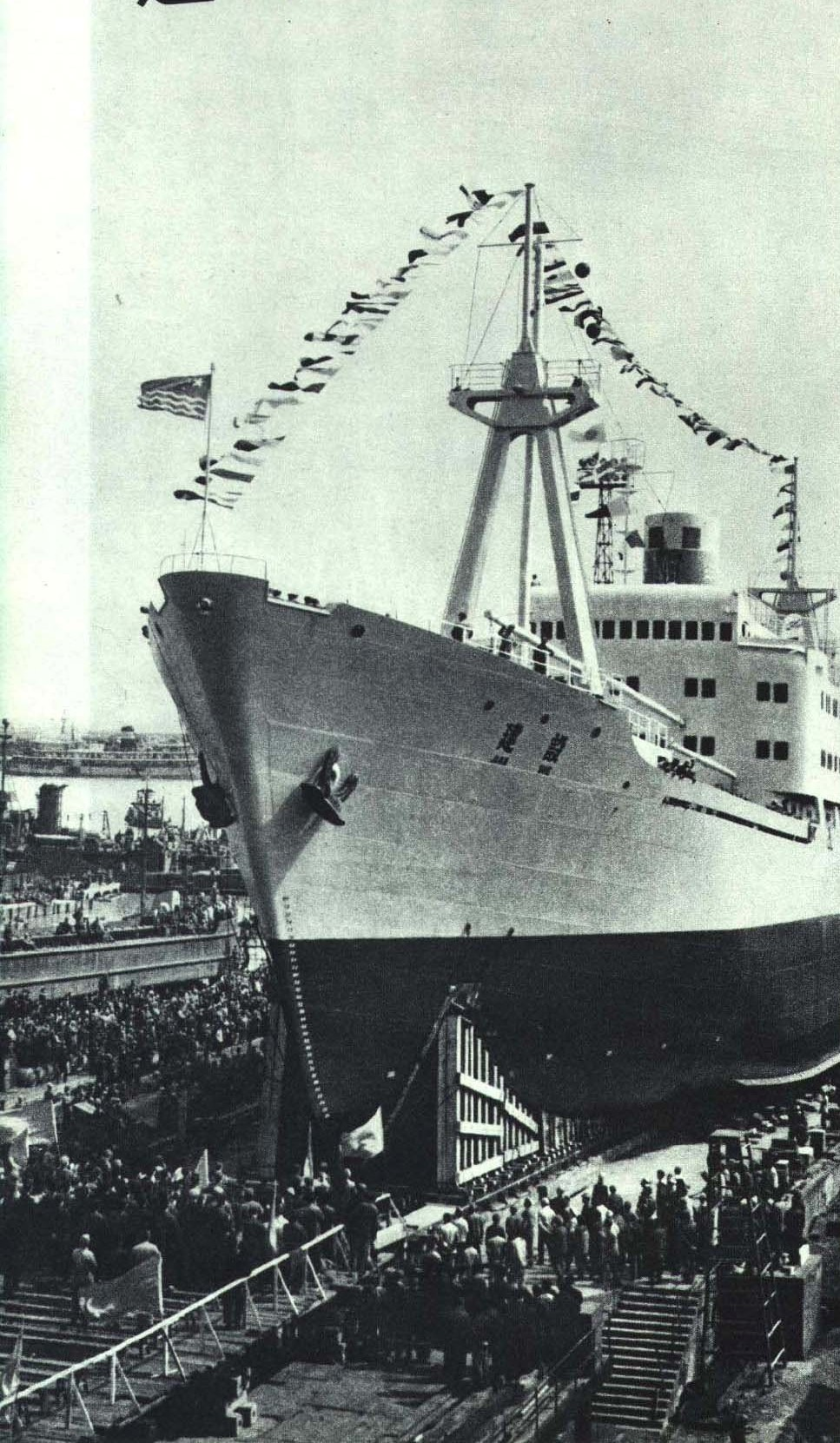
上海江南造船厂生产的建设号远洋轮船

1954年，根据第一届全国人大第一次会议决定，撤销中央人民政府政务院，组建中华人民共和国国务院，中央人民政府交通部相应调整为中华人民共和国交通部。交通部设部长1人、副部长2至4人，实行部长负责制。部长领导本部门的工作，召集和主持部务会议，签署上报国务院的重要请示报告和下达的指示命令；副部长协助部长工作；具体工作由国务院第六办公室（主管交通、邮电）协助总理周恩来负责掌管。成立初期，交通部的内设机构有：办公厅、计划统计局、财务会计局、材料供应局、干部局、劳动工资局、教育局、监察局、技术局、机务局、公路总局、海河运输局、航务工程局、航道管理局、商务局、船舶登记局、港航监督局、电讯局、船厂管理局、基本建设局、专家工作室、法律室、参事室和政治部。
1956年8月11日交通部发布《关于机构改组的通知》，机构设置从总局制改为职能局制，海运总局、河运总局和航务工程总局3个总局撤销。设港航监督局、船舶登记局、广州海运局、上海海运局等。1958年合并设立交通部海河运输总局、远洋局。1960年设交通部安全监督局。1963年交通部水运局。
1958年2月27日，国务院决定中国民用航空局改为交通部部属局；3月19日，根据周恩来提议，第一届全国人大常委会第九十五次会议批准了国务院的这一决定。随后，民航局又于1960年11月17日改名为交通部中国民航总局，由中国人民解放军空军和交通部分工领导。1962年4月13日，第二届全国人大常委会第五十三次会议批准周恩来提议，将交通部所属中国民用航空总局改为国务院直属机构。
1965年，交通部机关设：办公厅、政策研究室、计划统计司、财务会计司、劳动工资司、技术司、教育局、材料供应局、民间运输局、水运局、公路运输局、公路工程管理局、保卫局、参事室和政治部、中监委派驻监察组。1973年5月，交通部机关设：办公室、政治部、铁路运输局、水运局、公路局、机车车辆局、工务电务局、铁路基建局、水运基建局、水运工业局、铁路工业局、计划统计局、财务局、物资局、人事局、外事局、公安局、安全监察委员会、科学技术委员会。
1967年，交通部实行军管，交通部军管会成立生产指挥部，下设运输组。船检与港航监督工作属运输组。
1969年11日，国务院决定，将铁道部、交通部和邮电部的邮政部分机构整合，组建新的交通部。1973年底，交通部恢复船检港监局。
1975年1月，邓小平主持中央党政工作，并开始对各个领域进行整顿工作，其中就包括交通领域。1月17日，介于铁路管理复杂性，第四届全国人大第一次会议决定，将铁道部分离出交通部。1982年中国政府机构改革后，交通部统一领导和归口管理全国水路、公路交通的行政、运输生产和建设工作。1998年3月，第九届全国人大第一次会议批准国务院改革方案，将原由交通部代管的大连、青岛、天津、上海、武汉、广州海事法院划归人民法院系统统一管理，纳入国家司法体系；出租车管理职能下放到地方政府，而汽车出入境运输职责划入交通部管理。
1980年2月4日，交通部机关设：办公厅、计划统计局、财务局、基本建设局、外事局、人事局、教育局、科学技术局、公安局、水运局、公路局、安全局、港务监督局、通信导航局、行政管理局。保留工业局、物资局。1981年4月15日，国务院批准交通部增设进出口办公室。1982年7月，国务院批准交通部机关设：办公厅、海洋运输管理局、内河运输管理局、生产调度局（1987年8月更名为企业管理局）、水上安全监督局、公路局、基本建设局、计划统计局、财务会计局、劳动工资局、教育局、科学技术局、公安局、物资局、机关事务局、老干部管理局。1984年4月29日，审计署驻交通部审计局成立。
1994年2月25日，国务院办公厅发出《国务院办公厅关于印发交通部职能配置、内设机构和人员编制方案的通知》（国办发〔1994〕29号），批准交通部设13个职能司局和机关党委。同年8月31日，位于建国门内大街与朝阳门南小街交叉处的交通部大楼竣工，亦即后来的交通运输部所在地。
2008年3月15日，第十一届全国人民代表大会第一次会议通过《第十一届全国人民代表大会第一次会议关于国务院机构改革方案的决定》，批准《国务院机构改革方案》。方案规定：“组建交通运输部。将中华人民共和国交通部、中国民用航空总局的职责，建设部的指导城市客运职责，整合划入交通运输部。组建国家民用航空局，由交通运输部管理。国家邮政局改由交通运输部管理。保留铁道部，继续推进改革。不再保留交通部、中国民用航空总局。”

## 职责
根据《交通部职责配置、内设机构和人员编制方案》，2008年建制撤销前，交通部承担下列职能：
1. 根据国民经济和社会发展需要，制订全国公路和水路交通行业发展战略、方针、政策和法规，并监督执行。
2. 根据国家的总体布局，组织编制全国公路和水路交通行业发展规划，制订固定资产投资、运输生产、工业、科技、教育中长期计划和年度计划，并监督实施。
3. 负责公路、水路交通的行业管理和运输组织管理，对关系国计民生的重点物资运输、紧急物资运输进行必要的调控，组织重点交通工程建设的实施。
4. 会同有关部门培育和管理交通运输市场和交通基础设施建设市场，建立完善信息、服务体系，引导交通运输业优化结构、协调发展。
5. 负责全国公路及其设施的建设、养护、管理和规费稽征，负责汽车维修市场、汽车驾驶学校和驾驶员培训工作的行业管理，指导城乡客、货运输的衔接协调工作。
6. 负责全国港航设施的建设、养护、管理和规费稽征，负责水上港航监督、船舶及海上设施检验、通信导航、救助打捞、船舶代理、外轮理货、港口、航道和港航设施建设使用岸线的行业管理。
7. 指导交通行业的体制改革和企业管理工作，负责部属单位国有资产的管理和保值增值的监督。
8. 指导交通行业的精神文明建设和职工队伍建设，组织、指导交通行业人才预测、教育、培训、交流和劳动工资工作，管理部属单位的主要领导干部，管理和指导交通系统的公安工作。
9. 负责多边和双边政府间有关交通方面的涉外工作，负责利用外资、开展国际交通合作与交流工作，归口管理公路、水路方面与国际组织有关的事宜，维护我国公路和水路运输权益。
10. 制订交通科技政策、技术标准和规范，组织重大科技开发，推动行业科技进步。负责归口的交通工业产品认证和质量监督。
11. 协同或会同有关部门制定投资、价格、税收、信贷、劳动工资、外汇和其他有关交通行业的经济政策。
12. 承办国务院交办的其他事项。

## 机构设置
根据《交通部职责配置、内设机构和人员编制方案》，2008年建制撤销前，交通部设置下列机构：

### 内设机构
- 办公厅
- 体改法规司（精神文明建设办公室）
- 综合计划司
- 财务会计司
- 人事劳动司
- 公路管理司
- 水运管理司
- 基建管理司
- 科学技术司
- 教育司
- 外事司
- 安全监督局（中华人民共和国港务监督局）
- 公安局
- 机关党委

## 历任领导
中央人民政府交通部部长
1. 章伯鈞（1949年10月19日－1954年9月27日）

中华人民共和国交通部部长
1. 章伯鈞（1954年9月27日－1958年1月31日）
2. 王首道（1958年2月11日－1964年7月22日）
3. 孫大光（1964年7月22日－1970年6月22日）
4. 杨　杰（1970年6月22日－1975年1月17日）
5. 叶　飞（1975年1月17日－1979年2月23日）
6. 曾　生（1979年2月23日－1981年3月6日）
7. 彭德清（1981年3月6日－1982年5月4日）
8. 李　清（1982年5月4日－1984年7月7日）
9. 錢永昌（1984年7月7日－1991年3月2日）
10. 黃鎮東（1991年3月2日－2002年10月28日）
11. 張春賢（2002年10月28日－2005年12月29日）
12. 李盛霖（2005年12月29日－2008年3月15日）